# 龙亭镇 (洋县)
龙亭镇，是中华人民共和国陕西省汉中市洋县下辖的一个乡镇级行政单位。
2015年，陕西省民政厅批复同意撤销长溪镇，并入龙亭镇。
东汉宦官蔡伦（61年—121年）字敬仲，汉族，东汉桂阳郡人，今隶属湖南省耒阳市人。因为改进了造纸术而被分封于此地，所造纸张被誉为“蔡侯纸”。

## 行政区划
龙亭镇下辖以下地区：
杜村、高家沟村、龙亭村、张王村、镇江庵村、堰坝村、杨湾村、三合村、吴家山村、高原寺村、岳家山村、高原坝村、老君村、索溪村、邓家沟村、张王沟村、平溪沟村、柳山村、鞍山村、长溪村、梁河村、方程村、长岭村、陈靳村、宽潭村、长河村、麻洞村、太白村、庙垭村和蒋河村。